# Deja Vu (Olivia-Rodrigo-Lied)

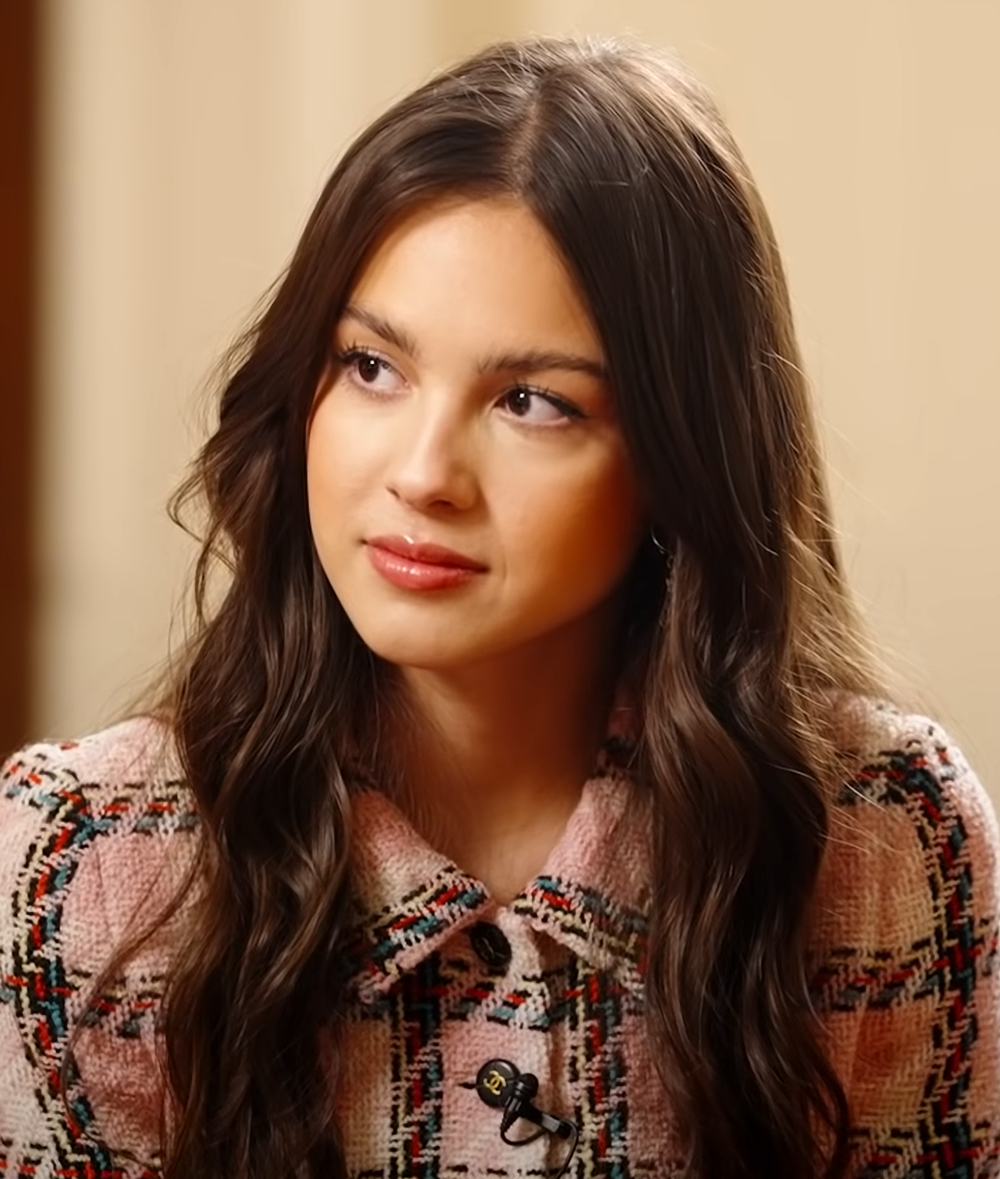
Olivia Rodrigo (2021)

Deja Vu ist ein Lied der US-amerikanischen Sängerin Olivia Rodrigo. Das Lied erschien am 1. April 2021 als zweite Singleauskopplung ihres Debütalbums Sour.

## Hintergrund
Deja Vu ist nach Drivers License die zweite Singleauskopplung von Rodrigos am 21. Mai 2021 erschienenen Debütalbum Sour. Rodrigo kündigte die Single wenige Tage vor der Veröffentlichung über ihre Social-Media-Kanäle an.

## Komposition und Text
Rodrigo schrieb den Song wie ihre erste Single Drivers License zusammen mit dem Musikproduzenten Daniel Nigro. Die Bridge basiert auf Taylor Swifts 2019 veröffentlichten Song Cruel Summer, weshalb im Juli 2021 Swift sowie Jack Antonoff und St. Vincent nachträglich zu den Urhebern von Deja Vu hinzugefügt wurden. Das Lied thematisiert eine gescheiterte Liebesbeziehung. Der Text richtet sich an einen ehemaligen Geliebten, der jetzt mit einer neuen Frau eine Beziehung führt.
Die Tonart ist A-Dur und das Tempo liegt bei 181 Schlägen pro Minute. Der Stimmumfang von Rodrigo reicht in Deja Vu von E3 bis Fis5.

## Musikvideo
Das Musikvideo wurde am 1. April 2021 auf Youtube veröffentlicht. Regie führte Allie Avital. Zu Beginn des Videos fährt Rodrigo, die ein Kopftuch und eine Sonnenbrille trägt, in einem Auto den Pacific Coast Highway entlang. Danach parkt sie vor einem Haus und betritt das Grundstück. Sie beobachtet die neue Freundin ihres Ex-Partners, gespielt von Talia Ryder, die ein grünes Kleid anprobiert. Daraufhin steigt Rodrigo wieder in ihr Auto und verlässt den Ort. Zuhause probiert sie das gleiche grüne Kleid an und sieht in den Spiegel, in dem sie nach einiger Zeit auch das Spiegelbild Ryders erkennt. In der folgenden Szene betritt sie ein abgedunkeltes Zimmer mit einigen TV-Bildschirmen, die zunächst mehrere Aufnahmen von Ryder, später auch von Rodrigo, zeigen. Rodrigo realisiert die Parallelen zwischen der Beziehung ihres ehemaligen Partners mit ihr und seiner neuen Beziehung mit Ryder. Sie scheint durch ein Lächeln verstehen zu geben, die Situation akzeptiert zu haben, wird schließlich jedoch wütend und zerstört den Großteil der Fernsehgeräte mit einem Vorschlaghammer. Am Ende des Videos fährt Ryder ähnlich wie Rodrigo in der Anfangssequenz in einem Auto an der Küste von Malibu entlang. Bis heute zählt das Video über 476 Millionen Aufrufe bei Youtube (Stand: November 2024).

## Mitwirkende
- Olivia Rodrigo: Gesang, Background Vocals, Songwriting
- Daniel Nigro: Songwriting, Produktion, Aufnahme, Akustikgitarre, E-Gitarre, Wurlitzer, Bass, Schlagzeugprogrammierung, Synthesizer, Background Vocals, Percussion[9]
- Taylor Swift: Songwriting
- Jack Antonoff: Songwriting
- Annie Clark: Songwriting
- Dan Viafore: technische Assistenz
- Jam City: Orgel, Gitarre
- Ryan Linvill: Flöte, Saxophon
- Sterling Laws: Schlagzeug
- Chris Kaysch: Schlagzeugtechnik
- Jasmine Chen: Schlagzeugtechnik
- Mitch McCarthy: Abmischung
- Randy Merrill: Mastering[10][11]

## Rezeption
Deja Vu erhielt überwiegend positive Kritiken. Tom Breihan von Stereogum.com bezeichnete den Song als „schwindelerregenden, stampfenden Pop-Banger mit einem euphorischen Mitsing-Refrain“, jedoch sei das Thema des Songs sehr ähnlich wie jenes von Drivers License. Alex McLevy und Tatiana Tenreyro von Avclub.com erklärten, Deja Vu sei ein „atemberaubender, bezaubernder Track“, der sich „wie eine Mischung aus Taylor Swift und Radiohead anfühlt“. Die Chicago Tribune befand, der Track habe bewiesen, dass Olivia Rodrigo „kein One-Hit-Wonder“ sei. Michael Cragg von The Guardian gab Deja Vu vier von fünf Sternen und erklärte, der Song sei „ein lyrisch scharfsinniger Abschiedsgruß, der mit geflüsterten Vocals und aufgeblasener Elektronik an Lorde erinnert“.

## Kommerzieller Erfolg

### Chartplatzierungen
Deja Vu stieg in Deutschland auf Platz 73 in die Singlecharts ein. Die Höchstplatzierung auf Rang 55 erreichte die Single in der achten Woche. In Österreich debütierte das Lied auf dem 38. Platz und erreichte mit Platz 25 ebenfalls in der achten Woche seine höchste Platzierung. In der Schweiz stieg die Single auf Rang 47 in die Singlecharts ein, konnte jedoch ebenfalls nicht in die Chartspitze vorstoßen und erreichte in der achten Woche mit Platz 35 ihre Höchstposition. Im Vereinigten Königreich debütierte der Song auf Rang 27 und erreichte seine beste Platzierung mit Rang 4 in der achten und zehnten Woche. In den Vereinigten Staaten stieg die Single auf Platz 8 in den Billboard Hot 100 ein. Rodrigo wurde somit zur ersten Künstlerin, deren ersten beiden Singles in den Top 10 debütierten. In der achten Woche konnte sich die Single auf dem 3. Rang platzieren und erreichte somit ihre Höchstplatzierung.
| ChartsChartplatzierungen       | Höchstplatzierung | Wochen |
| ------------------------------ | ----------------- | ------ |
| Deutschland (GfK)              | 55 (11 Wo.)       | 11     |
| Österreich (Ö3)                | 25 (12 Wo.)       | 12     |
| Schweiz (IFPI)                 | 35 (14 Wo.)       | 14     |
| Vereinigte Staaten (Billboard) | 3 (29 Wo.)        | 29     |
| Vereinigtes Königreich (OCC)   | 4 (11 Wo.)        | 11     |

| ChartsJahrescharts (2021)      | Platzierung |
| ------------------------------ | ----------- |
| Schweiz (IFPI)                 | 99          |
| Vereinigte Staaten (Billboard) | 13          |
| Vereinigtes Königreich (OCC)   | 32          |

### Auszeichnungen für Musikverkäufe
Das Lied wurde mit 5× Gold, 23× Platin und 2× Diamant ausgezeichnet. Den Quellenangaben und Schallplattenauszeichnungen zufolge verkaufte sich die Single bislang über 7,5 Millionen Mal, damit ist Deja Vu das kommerziell dritterfolgreichste Lied Rodrigos.

| Land/Region                  | Auszeichnungen für Musikverkäufe (Land/Region, Auszeichnung, Verkäufe) | Verkäufe  |
| ---------------------------- | ---------------------------------------------------------------------- | --------- |
| Australien (ARIA)            | 6× Platin                                                              | 420.000   |
| Brasilien (PMB)              | 2× Diamant                                                             | 320.000   |
| Dänemark (IFPI)              | Gold                                                                   | 45.000    |
| Frankreich (SNEP)            | Gold                                                                   | 100.000   |
| Italien (FIMI)               | Gold                                                                   | 35.000    |
| Kanada (MC)                  | 6× Platin                                                              | 480.000   |
| Mexiko (AMPROFON)            | Diamant · + 5× Gold                                                    | 1.050.000 |
| Neuseeland (RMNZ)            | Platin                                                                 | 30.000    |
| Norwegen (IFPI)              | Platin                                                                 | 60.000    |
| Polen (ZPAV)                 | 2× Platin                                                              | 100.000   |
| Portugal (AFP)               | Platin                                                                 | 10.000    |
| Schweden (IFPI)              | Gold                                                                   | 40.000    |
| Spanien (Promusicae)         | Platin                                                                 | 60.000    |
| Vereinigte Staaten (RIAA)    | 4× Platin                                                              | 4.000.000 |
| Vereinigtes Königreich (BPI) | 2× Platin                                                              | 1.200.000 |
| Insgesamt                    | 5× Gold · 26× Platin · 3× Diamant ·                                    | 7.950.000 |

Hauptartikel: Olivia Rodrigo/Auszeichnungen für Musikverkäufe